# Lista monumentelor istorice din județul Argeș - C

Simbol pentru monumentele istorice

Lista monumentelor istorice din județul Argeș - C cuprinde monumentele istorice înscrise în Patrimoniul cultural național al României și aflate în localități ce încep cu litera C din județul Argeș.
Lista completă este menținută și actualizată periodic de către Ministerul Culturii, Cultelor și Patrimoniului Național din România, prin intermediul Institutului Național al Patrimoniului, ultima versiune datând din 2015. Această listă cuprinde și actualizările ulterioare, realizate prin ordin al ministrului culturii.
| Cod LMI                                         | Denumire                                                                                         | Localitate                                                               | Localizare | Datare, Creatori                                             | Imagine               | Erori             |
| ----------------------------------------------- | ------------------------------------------------------------------------------------------------ | ------------------------------------------------------------------------ | --- | ------------------------------------------------------------ | --------------------- | ----------------- |
| AG-I-s-B-13356 (RAN: 13506.01)                  | Necropola de la „Apa Sărată”                                                                     | municipiul Câmpulung                                                     | Cartier „Apa Sărată” | Epoca bronzului                                              | Încarcă foto \| video | Raportează eroare |
| AG-I-s-A-13357 (RAN: 13506.02)                  | Sectorul nordic al Limesului Transalutan                                                         | municipiul Câmpulung                                                     | „Limes Transalutanus”, cartier „Pescăreasa”, de-a lungul DN |                                                              | Alte imagini          | Raportează eroare |
| AG-I-m-A-13357.01 (RAN: 13506.02.01)            | Castrul de pământ Jidava                                                                         | municipiul Câmpulung                                                     | „Limes Transalutanus”, cartier „Pescăreasa”, în dreptul Grupului Școlar Minier, la 6 km S de centrul municipiului, la 300 m de castrul de piatră 45.25945°N 25.03695°E | Epoca romană                                                 |                       | Raportează eroare |
| AG-I-m-A-13357.02 (RAN: 13506.02.02)            | Castrul de piatră Jidava                                                                         | municipiul Câmpulung                                                     | „Limes Transalutanus”, cartier „Pescăreasa”, în dreptul Grupului Școlar Minier, la 6 km S de centrul municipiului, la 300 m de castrul de pământ 45.22074°N 25.01248°E | sf. sec. II-prima jum. a sec. III p. Chr., Epoca romană      |                       | Raportează eroare |
| AG-I-m-A-13357.03 (RAN: 13506.02.03)            | Fortificație de pământ                                                                           | municipiul Câmpulung                                                     | „Limes Transalutanus”, cartier „Pescăreasa”, în dreptul Grupului Școlar Minier, la 6 km S de centrul municipiului 45.25945°N 25.03695°E | sf. sec. II-prima jum. a sec. III p. Chr., Epoca romană      | Încarcă foto \| video | Raportează eroare |
| AG-I-s-B-13358 (LMI92: 03A0007) (RAN: 18055.01) | Necropolă tumulară de incinerație                                                                | sat Cepari; comuna Poiana Lacului                                        | „Toplița”, la N de sat, pe terasa mijlocie a Topologului | Hallstatt, Cultura Ferigile - Bârsești                       | Încarcă foto \| video | Raportează eroare |
| AG-I-s-B-13360 (RAN: 15411.02)                  | Cetatea de pământ hallstattiană de la Cetățeni                                                   | sat Cetățeni; comuna Cetățeni                                            | „Grigoroaia”, la V de sat 45.19°N 25.21°E | Hallstatt târziu                                             | Încarcă foto \| video | Raportează eroare |
| AG-I-s-A-13361 (RAN: 15858.01)                  | Așezare                                                                                          | sat Corbșori; comuna Corbi                                               | „Coasta Frumoasă-Cârstienești” la 400 m N de sat și 500 m E de râul Doamnei 45.26361°N 24.82556°E | sec. XV, Epoca medievală                                     | Încarcă foto \| video | Raportează eroare |
| AG-II-m-B-13509                                 | Casa Eremia                                                                                      | municipiul Câmpulung                                                     | Str. Alexandru Voevod 10 | 1928                                                         | Încarcă foto \| video | Raportează eroare |
| AG-II-m-A-13573 (RAN: 13506.14)                 | Biserica „Sf. Împărați” - Șubești                                                                | municipiul Câmpulung                                                     | Str. Alexandru Voevod 49 | 1779                                                         |                       | Raportează eroare |
| AG-II-m-B-13524                                 | Fosta clădire a Poliției, azi căminul Liceului economic                                          | municipiul Câmpulung                                                     | Str. Aricescu C. D. 2 | sec. XIX                                                     |                       | Raportează eroare |
| AG-II-m-B-13511                                 | Casa Apostolescu                                                                                 | municipiul Câmpulung                                                     | Str. Brâncoveanu Constantin 2 | sf. sec. XIX                                                 | Încarcă foto \| video | Raportează eroare |
| AG-II-m-B-13512                                 | Casa Constantin Enescu                                                                           | municipiul Câmpulung                                                     | Str. Brâncoveanu Constantin 7 | 1930                                                         | Încarcă foto \| video | Raportează eroare |
| AG-II-m-B-13513                                 | Moara Grigorescu                                                                                 | municipiul Câmpulung                                                     | Str. Brâncoveanu Constantin 12 | cca. 1930                                                    |                       | Raportează eroare |
| AG-II-m-B-13514                                 | Casa Bănățeanu                                                                                   | municipiul Câmpulung                                                     | Str. Brâncoveanu Constantin 23 | 1923                                                         | Încarcă foto \| video | Raportează eroare |
| AG-II-m-B-13515                                 | Casa Galigan                                                                                     | municipiul Câmpulung                                                     | Str. Brâncoveanu Constantin 51 | sf. sec. XIX                                                 |                       | Raportează eroare |
| AG-II-m-B-13516                                 | Casa Șerb                                                                                        | municipiul Câmpulung                                                     | Str. Brâncoveanu Constantin 55 | înc. sec. XX                                                 | Încarcă foto \| video | Raportează eroare |
| AG-II-m-B-13517                                 | Casa Dinulescu                                                                                   | municipiul Câmpulung                                                     | Str. Brâncoveanu Constantin 62 | sec. XIX                                                     | Încarcă foto \| video | Raportează eroare |
| AG-II-m-B-13518                                 | Casa Stoicescu                                                                                   | municipiul Câmpulung                                                     | Str. Brâncoveanu Constantin 74 | înc. sec. XX                                                 | Încarcă foto \| video | Raportează eroare |
| AG-II-m-A-13519 (RAN: 13506.13)                 | Biserica „Sf. Nicolae”, „Sf. Mc. Mina” - Nicuț                                                   | municipiul Câmpulung                                                     | Str. Catargiu Lascăr 31 | 1708                                                         | Încarcă foto \| video | Raportează eroare |
| AG-II-m-B-13520                                 | Vila Grant                                                                                       | municipiul Câmpulung                                                     | Str. Catargiu Lascăr 40 | ante 1897                                                    | Încarcă foto \| video | Raportează eroare |
| AG-II-m-B-13521                                 | Vila Stătescu                                                                                    | municipiul Câmpulung                                                     | Str. Catargiu Lascăr 43 | înc. sec. XX Cristofi Cerchez                                | Încarcă foto \| video | Raportează eroare |
| AG-II-m-A-13522 (RAN: 13506.12)                 | Biserica „Sf. Gheorghe”, „Sf. Apostoli” - Vișoi                                                  | municipiul Câmpulung                                                     | Str. Cuza Vodă 94 | 1774                                                         | Încarcă foto \| video | Raportează eroare |
| AG-II-m-B-13523                                 | Vila Prager                                                                                      | municipiul Câmpulung                                                     | Str. Dragalina Ioan General 1 | 1930                                                         | Încarcă foto \| video | Raportează eroare |
| AG-II-m-B-13525                                 | Casa Miloș și Stoica                                                                             | municipiul Câmpulung                                                     | Str. Elena Doamna 8 | 1930                                                         | Încarcă foto \| video | Raportează eroare |
| AG-II-m-B-13526                                 | Casa Purnichescu                                                                                 | municipiul Câmpulung                                                     | Str. Elena Doamna 9 | înc. sec. XX                                                 | Încarcă foto \| video | Raportează eroare |
| AG-II-m-A-13527                                 | Biserica „Adormirea Maicii Domnului” - Flamânda                                                  | municipiul Câmpulung                                                     | Str. Flămânda | 1940 George Matei Cantacuzino (artist)                       |                       | Raportează eroare |
| AG-II-m-B-13532                                 | Casa dr.C.I. Parhon                                                                              | municipiul Câmpulung                                                     | Str. Frații Golești 3 | sf. sec. XIX                                                 |                       | Raportează eroare |
| AG-II-m-B-13528                                 | Casa De Nicollo                                                                                  | municipiul Câmpulung                                                     | Str. Giurăscu, maior 3 | 1930                                                         | Încarcă foto \| video | Raportează eroare |
| AG-II-m-B-13529                                 | Casa Bratu                                                                                       | municipiul Câmpulung                                                     | Str. Giurăscu, maior 5 | înc. sec. XX                                                 | Încarcă foto \| video | Raportează eroare |
| AG-II-a-B-13530                                 | Ansamblul vilei Golescu                                                                          | municipiul Câmpulung                                                     | Str. Golescu, soldat 3 | 1909                                                         |                       | Raportează eroare |
| AG-II-m-B-13530.01                              | Vila Golescu                                                                                     | municipiul Câmpulung                                                     | Str. Golescu, soldat 3 | 1909                                                         |                       | Raportează eroare |
| AG-II-m-B-13530.02                              | Parc                                                                                             | municipiul Câmpulung                                                     | Str. Golescu, soldat 3 | 1909                                                         |                       | Raportează eroare |
| AG-II-m-B-13530.03                              | Zid de incintă cu poartă                                                                         | municipiul Câmpulung                                                     | Str. Golescu, soldat 3 | 1909                                                         | Încarcă foto \| video | Raportează eroare |
| AG-II-a-B-13533                                 | Ansamblul băilor Krețulescu                                                                      | municipiul Câmpulung                                                     | Str. Leonard Nicu, tenor 2 | 1905                                                         |                       | Raportează eroare |
| AG-II-m-B-13533.01                              | Băi, azi magazine                                                                                | municipiul Câmpulung                                                     | Str. Leonard Nicu, tenor 2 | 1905                                                         | Încarcă foto \| video | Raportează eroare |
| AG-II-m-B-13533.02                              | Pavilioane balneare                                                                              | municipiul Câmpulung                                                     | Str. Leonard Nicu, tenor 2 | 1905                                                         | Încarcă foto \| video | Raportează eroare |
| AG-II-m-B-13533.03                              | Anexe                                                                                            | municipiul Câmpulung                                                     | Str. Leonard Nicu, tenor 2 | 1905                                                         | Încarcă foto \| video | Raportează eroare |
| AG-II-m-B-13533.04                              | Parc                                                                                             | municipiul Câmpulung                                                     | Str. Leonard Nicu, tenor 2 | 1905                                                         | Încarcă foto \| video | Raportează eroare |
| AG-II-m-B-20915                                 | Casa Dragoș Băjan                                                                                | municipiul Câmpulung                                                     | Str. Matei Basarab 2 |                                                              | Încarcă foto \| video | Raportează eroare |
| AG-II-m-B-13535                                 | Casa Mușetescu                                                                                   | municipiul Câmpulung                                                     | Str. Matei Basarab 14 | înc.sec. XX                                                  | Încarcă foto \| video | Raportează eroare |
| AG-II-m-B-13536                                 | Casa Duțan                                                                                       | municipiul Câmpulung                                                     | Str. Matei Basarab 20 | sec. XIX                                                     | Încarcă foto \| video | Raportează eroare |
| AG-II-m-B-13537                                 | Casa Robescu                                                                                     | municipiul Câmpulung                                                     | Str. Matei Basarab 28 | înc. sec. XX                                                 | Încarcă foto \| video | Raportează eroare |
| AG-II-m-B-13538                                 | Casa Viforeanu                                                                                   | municipiul Câmpulung                                                     | Str. Matei Basarab 36 | sf. sec. XIX                                                 | Încarcă foto \| video | Raportează eroare |
| AG-II-m-B-13539                                 | Vila Nae Manolescu                                                                               | municipiul Câmpulung                                                     | Str. Matei Basarab 123 | 1898                                                         | Încarcă foto \| video | Raportează eroare |
| AG-II-m-B-13540                                 | Casa Taraș                                                                                       | municipiul Câmpulung                                                     | Str. Matei Basarab 125 | sf. sec. XIX                                                 | Încarcă foto \| video | Raportează eroare |
| AG-II-a-A-13541                                 | Ansamblul vilei Elie Mirea                                                                       | municipiul Câmpulung                                                     | Str. Matei Basarab 135 | înc. sec. XX                                                 | Încarcă foto \| video | Raportează eroare |
| AG-II-m-A-13541.01 (fost AG-II-m-A-13541)       | Vila Elie Mirea                                                                                  | municipiul Câmpulung                                                     | Str. Matei Basarab 135 | înc. sec. XX                                                 | Încarcă foto \| video | Raportează eroare |
| AG-II-m-A-13541.02                              | Parcul                                                                                           | municipiul Câmpulung                                                     | Str. Matei Basarab 135 | înc. sec. XX                                                 | Încarcă foto \| video | Raportează eroare |
| AG-II-m-A-13534                                 | Școala Normală „Carol I”, azi Liceul pedagogic                                                   | municipiul Câmpulung                                                     | Str. Mărășești 15 | 1895                                                         | Încarcă foto \| video | Raportează eroare |
| AG-II-m-B-13542                                 | Casa Rosetti                                                                                     | municipiul Câmpulung                                                     | Str. Mihai Bravu 17 | 1910                                                         | Încarcă foto \| video | Raportează eroare |
| AG-II-m-A-13543 (RAN: 13506.04)                 | Biserica „Adormirea Maicii Domnului” - Fundeni                                                   | municipiul Câmpulung                                                     | Str. Muzeul Fundeni 11 | sec. XVIII                                                   |                       | Raportează eroare |
| AG-II-m-A-13544 (RAN: 13506.01)                 | Biserica „Sf. Gheorghe” - Olari                                                                  | municipiul Câmpulung                                                     | Str. Muzeul Fundeni 27 | prima jum. a sec. XVII                                       | Încarcă foto \| video | Raportează eroare |
| AG-II-m-B-13510                                 | Biserica „Tuturor Sfinților”                                                                     | municipiul Câmpulung                                                     | Șos. Națională 73 Cartier Apa Sărată | 1833                                                         | Încarcă foto \| video | Raportează eroare |
| AG-II-s-A-13545                                 | Situl urban „Orașul istoric Câmpulung”                                                           | municipiul Câmpulung                                                     | Str. Negru Vodă Str. Gării, cu piața și Gara de călători. Str. Alexandru Voevod. Str. Mărcuș, de la nr. 1, la Str. Democrației. Str. Muzeul Fundeni. Str. Sf. Gheorghe. Str. Vasile Alecsandri. Str. col. Zlătian, cu fundătura spre calea ferată. Str. Negulici. Str. Gen. Iosif Teodorescu. Str. Șubești. Str. Maior Giurăscu, până la nr. 19, resp. 20. Str. Sculptor C. Baraschi. Str. Ana Doamna. Străzile Minerului, pe locul vechiului Cloașter. Str. Dr. Costea. Str. Elena Doamna. Str. I.L. Caragiale. Str. Constantin Brâncoveanu. Str. N. Bălcescu. Str. M. Eminescu. Str. Frații Golești (Râului), până la calea ferată. Str. N. Leonard, cu Parcul Kretzulescu. B-dul Republicii, cu Grădina Publică, Str. Matei Basarab. Str. Mihai Tican- Rumano. Str. C. D. Aricescu. Str. Sf. Ilie. Str. N. Rizeanu. Str. Ct. Popescu. Str. Decebal. Str. Richard. Str. P. Zamfirescu. P-ța Jurământului. Str. Primăverii. Str. Dan Barbilian. Str. Mihai Bravu, cu intrările.Str. Tudor Mușatescu. Str. Soldat Golescu. Str. Parcul Mirea. Str. Maior Brașoveanu. Str. Nicole Iorga. Str. General Poșoiu. Str. Istrate Rizeanu. Str. Lascăr Catargiu. Str. Poenaru Bordea. Str. Spiru Haret. Str. Lt. Col. N. Popp. Str. Revoluției. Parcul Ștefănescu. Parcul Mirea. Parcul și Vila Drăghiceanu. Str. Eremia Grigorescu. Str. Arh. I. Săvulescu. Str. Lt. Baloleanu. Str. Gh. Lazăr. Str. 1 Mai. Str. Tudor Vladimirescu. Str. Lt. Oncica. Str. Col. Stănescu. Str. G-ral Dragalina, cu toate intrările ce înconjoară colina bisericii „Schei”. Str. Bucovinei. Str. Plevnei. Str. Traian, cu toate intrările și stradelele până la Podul ARO, peste Râul Târgului. Incinta Școlii Normale „Carol I” și Dealul Flămânda cu cimitirele și biserica. Zona Bisericii și Școlii de la Apa Sărată cu casele de pe șosea și înjurulinsuleiformate de Biserică și Școală. „Necropola de la Apa Sărată”. Biserica din Valea Rumâneștilor cu zona ei de protecție. Școala din Vișoi cu casele limitrofe. Perimetrul protejat urmează limita posterioară a loturilor de pe străzile enumerate. Delimitare cf. PUG avizat. | sec. XIII - sec. XX                                          |                       | Raportează eroare |
| AG-II-m-B-13546                                 | Casa Baștea                                                                                      | municipiul Câmpulung                                                     | Str. Negru Vodă 56 | înc. sec. XX                                                 | Încarcă foto \| video | Raportează eroare |
| AG-II-a-A-13547 (RAN: 13506.03)                 | Mănăstirea Negru Vodă                                                                            | municipiul Câmpulung                                                     | Str. Negru Vodă 64, pe locul vechii Curți Domnești 45.26389°N 25.04194°E | sec. XIV - XIX                                               | Alte imagini          | Raportează eroare |
| AG-II-m-A-13547.01 (RAN: 13506.03.02)           | Biserica domnească „Adormirea Maicii Domnului”                                                   | municipiul Câmpulung                                                     | Str. Negru Vodă 64 45.26389°N 25.04194°E | sec. XIV, ref. sec. XVII                                     | Alte imagini          | Raportează eroare |
| AG-II-m-A-13547.02 (RAN: 13506.03.03)           | Biserica bolniței, „Nașterea Sf. Ioan Botezătorul”                                               | municipiul Câmpulung                                                     | Str. Negru Vodă 64 45.26389°N 25.04194°E | 1718                                                         | Alte imagini          | Raportează eroare |
| AG-II-m-A-13547.03 (RAN: 13506.03.04)           | Casa egumenească                                                                                 | municipiul Câmpulung                                                     | Str. Negru Vodă 64 45.26389°N 25.04194°E | 1635                                                         |                       | Raportează eroare |
| AG-II-m-A-13547.04 (RAN: 13506.03.05)           | Casa domnească/arhierească                                                                       | municipiul Câmpulung                                                     | Str. Negru Vodă 64 45.26389°N 25.04194°E | 1301-1900                                                    |                       | Raportează eroare |
| AG-II-m-A-13547.05 (RAN: 13506.03.06)           | Turn clopotniță                                                                                  | municipiul Câmpulung                                                     | Str. Negru Vodă 64 45.26389°N 25.04194°E | 1647                                                         |                       | Raportează eroare |
| AG-II-m-A-13547.06 (RAN: 13506.03.07)           | Chilii                                                                                           | municipiul Câmpulung                                                     | Str. Negru Vodă 64 45.26389°N 25.04194°E | sec. XIV - XIX                                               |                       | Raportează eroare |
| AG-II-m-A-13547.07 (RAN: 13506.03.08)           | Fântână                                                                                          | municipiul Câmpulung                                                     | Str. Negru Vodă 64 45.26389°N 25.04194°E | înc. sec. XX                                                 |                       | Raportează eroare |
| AG-II-m-A-13547.08 (RAN: 13506.03.09)           | Zidul de incintă al bisericii                                                                    | municipiul Câmpulung                                                     | Str. Negru Vodă 64 45.26389°N 25.04194°E | sec. XIV - XIX                                               |                       | Raportează eroare |
| AG-II-m-A-13547.09 (RAN: 13506.03.10)           | Zidul de incintă al mănăstirii                                                                   | municipiul Câmpulung                                                     | Str. Negru Vodă 64 45.26389°N 25.04194°E | 1712                                                         | Încarcă foto \| video | Raportează eroare |
| AG-II-m-B-13548                                 | Ateneul, azi Protoieria                                                                          | municipiul Câmpulung                                                     | Str. Negru Vodă 64 45.2638°N 25.04016°E | 1923                                                         | Încarcă foto \| video | Raportează eroare |
| AG-II-m-B-13549                                 | Liceul „Dinicu Golescu”                                                                          | municipiul Câmpulung                                                     | Str. Negru Vodă 66 | 1942                                                         | Încarcă foto \| video | Raportează eroare |
| AG-II-m-B-13550                                 | Casa General Viciu Teodorescu                                                                    | municipiul Câmpulung                                                     | Str. Negru Vodă 74 | sf. sec. XIX                                                 | Încarcă foto \| video | Raportează eroare |
| AG-II-m-B-13551                                 | Vila Paul                                                                                        | municipiul Câmpulung                                                     | Str. Negru Vodă 84 | 1910                                                         |                       | Raportează eroare |
| AG-II-m-B-13552                                 | Casă, azi Serviciul Tehnic de Drumuri                                                            | municipiul Câmpulung                                                     | Str. Negru Vodă 89 | 1925                                                         | Încarcă foto \| video | Raportează eroare |
| AG-II-m-B-13553                                 | Casa Oprea Iorgulescu                                                                            | municipiul Câmpulung                                                     | Str. Negru Vodă 93 | 1912                                                         |                       | Raportează eroare |
| AG-II-a-A-13554 (RAN: 13506.10)                 | Ansamblul bisericii catolice „Sf. Iacob” - Bărăția                                               | municipiul Câmpulung                                                     | Str. Negru Vodă 116 45.2689°N 25.04306°E | sec. XIII - XVIII                                            | Alte imagini          | Raportează eroare |
| AG-II-m-A-13554.01 (RAN: 13506.10.01)           | Biserica catolică „Sf. Iacob cel Mare” (corul primei biserici gotice)                            | municipiul Câmpulung                                                     | Str. Negru Vodă 116 | sec. XIII - XVIII                                            |                       | Raportează eroare |
| AG-II-m-A-13554.02 (RAN: 13506.10.02)           | Ruinele navei primei biserici gotice                                                             | municipiul Câmpulung                                                     | Str. Negru Vodă 116 | sec. XIII                                                    | Încarcă foto \| video | Raportează eroare |
| AG-II-m-A-13554.03 (RAN: 13506.10.03)           | Casă parohială                                                                                   | municipiul Câmpulung                                                     | Str. Negru Vodă 116, în colțul NV al incintei | sec. XVII                                                    | Încarcă foto \| video | Raportează eroare |
| AG-II-m-A-13554.04 (RAN: 13506.10.04)           | Clădiri - anexă                                                                                  | municipiul Câmpulung                                                     | Str. Negru Vodă 116 | sec. XVII-XIX                                                | Încarcă foto \| video | Raportează eroare |
| AG-II-m-A-13554.05 (RAN: 13506.10.05)           | Turn clopotniță                                                                                  | municipiul Câmpulung                                                     | Str. Negru Vodă 116 | 1730                                                         | Alte imagini          | Raportează eroare |
| AG-II-m-A-13554.06 (RAN: 13506.10.06)           | Zid de incintă                                                                                   | municipiul Câmpulung                                                     | Str. Negru Vodă 116 | sec. XIII - XVIII                                            | Încarcă foto \| video | Raportează eroare |
| AG-II-m-B-13555                                 | Clădirea Administrației Financiare, azi Muzeul municipal                                         | municipiul Câmpulung                                                     | Str. Negru Vodă 119 45.27291°N 25.04532°E | 1930                                                         |                       | Raportează eroare |
| AG-II-m-B-13556                                 | Clădirea Prefecturii, azi Primăria                                                               | municipiul Câmpulung                                                     | Str. Negru Vodă 127 45.27387°N 25.04581°E | 1934                                                         |                       | Raportează eroare |
| AG-II-m-B-13557                                 | Casa Olaru                                                                                       | municipiul Câmpulung                                                     | Str. Negru Vodă 137 | 1928                                                         |                       | Raportează eroare |
| AG-II-m-B-13558                                 | Vila Gr. (Gote) Iorgulescu                                                                       | municipiul Câmpulung                                                     | Str. Negru Vodă 139 | înc. sec. XX                                                 | Încarcă foto \| video | Raportează eroare |
| AG-II-m-B-13559                                 | Liceul de fete, azi Colegiul Tehnic                                                              | municipiul Câmpulung                                                     | Str. Negru Vodă 145 bis | cca. 1920                                                    | Încarcă foto \| video | Raportează eroare |
| AG-II-m-B-13560                                 | Biserica „Sf. Nicolae”, „Buna Vestire” - Popa Savu                                               | municipiul Câmpulung                                                     | Str. Negru Vodă 154 | 1860-1861                                                    | Încarcă foto \| video | Raportează eroare |
| AG-II-m-B-13561                                 | Casa Iacomin                                                                                     | municipiul Câmpulung                                                     | Str. Negru Vodă 158 | 1925                                                         | Încarcă foto \| video | Raportează eroare |
| AG-II-m-B-13562                                 | Casa Crasan                                                                                      | municipiul Câmpulung                                                     | Str. Negru Vodă 161 | 1910                                                         | Încarcă foto \| video | Raportează eroare |
| AG-II-m-B-13563                                 | Vila Iancu Gh. Anastase                                                                          | municipiul Câmpulung                                                     | Str. Negru Vodă 162 | 1928                                                         |                       | Raportează eroare |
| AG-II-m-A-13564 (RAN: 13506.09)                 | Biserica „Sf. Marina”                                                                            | municipiul Câmpulung                                                     | Str. Negru Vodă 167, Fdt. Biserica Marina | sec. XIV - XVII                                              | Încarcă foto \| video | Raportează eroare |
| AG-II-m-B-13565                                 | Clădirea Ocolului Silvic, azi Casa Pensionarilor                                                 | municipiul Câmpulung                                                     | Str. Negru Vodă 178 | înc. sec. XX                                                 | Încarcă foto \| video | Raportează eroare |
| AG-II-m-B-13566                                 | Casa Nanu - Muscel                                                                               | municipiul Câmpulung                                                     | Str. Negru Vodă 184 | sec. XIX                                                     | Încarcă foto \| video | Raportează eroare |
| AG-II-m-B-13567                                 | Casa Voiculescu                                                                                  | municipiul Câmpulung                                                     | Str. Negru Vodă 200 | sec. XIX                                                     | Încarcă foto \| video | Raportează eroare |
| AG-II-m-B-13568                                 | Casa „Piatra Vie”                                                                                | municipiul Câmpulung                                                     | Str. Negru Vodă 206 | sf. sec. XIX                                                 | Încarcă foto \| video | Raportează eroare |
| AG-II-m-B-13569                                 | Casa Țincu                                                                                       | municipiul Câmpulung                                                     | Str. Negru Vodă 215 | sf. sec. XIX                                                 | Încarcă foto \| video | Raportează eroare |
| AG-II-m-B-13570                                 | Casa Diaconescu                                                                                  | municipiul Câmpulung                                                     | Str. Negru Vodă 226 | 1925                                                         | Încarcă foto \| video | Raportează eroare |
| AG-II-m-B-13571                                 | Casa Armeanu                                                                                     | municipiul Câmpulung                                                     | Str. Negru Vodă 234 | 1930                                                         | Încarcă foto \| video | Raportează eroare |
| AG-II-m-B-13572                                 | Casa Edu                                                                                         | municipiul Câmpulung                                                     | Str. Negru Vodă 264 | 1857                                                         | Încarcă foto \| video | Raportează eroare |
| AG-II-a-B-13531                                 | Vila Apostol Mirea, azi Vila Negulici                                                            | municipiul Câmpulung                                                     | Str. Parcul Mirea 15 | 1904                                                         | Încarcă foto \| video | Raportează eroare |
| AG-II-m-B-13574                                 | Tribunalul orășenesc                                                                             | municipiul Câmpulung                                                     | Str. Paveliu Emilian 2 | 1900 Georghe Maxentian (arhitect)                            |                       | Raportează eroare |
| AG-II-m-B-13575                                 | Școala generală nr. 1 „Oprea Iorgulescu”                                                         | municipiul Câmpulung                                                     | Str. Poșoiu General 1 | 1938                                                         | Încarcă foto \| video | Raportează eroare |
| AG-II-m-B-13576                                 | Casa Șuța                                                                                        | municipiul Câmpulung                                                     | Str. Poșoiu General 5 | 1930                                                         | Încarcă foto \| video | Raportează eroare |
| AG-II-m-B-13577                                 | Casa Poșoiu                                                                                      | municipiul Câmpulung                                                     | Str. Poșoiu General 7 | 1930                                                         | Încarcă foto \| video | Raportează eroare |
| AG-II-m-A-13578                                 | Vila Ghiță Ștefănescu, azi Muzeul de etnografie                                                  | municipiul Câmpulung                                                     | Str. Republicii 5 45.26616°N 25.04076°E | 1735, ref. 1928 Dimitrie Ionescu-Berechet (arhitect în 1928) |                       | Raportează eroare |
| AG-II-a-A-13579 (RAN: 13506.07)                 | Ansamblul bisericii „Sf. Nicolae” - Domnească                                                    | municipiul Câmpulung                                                     | Str. Republicii 12 | sec. XVI, ref. 1860 - 1861                                   | Încarcă foto \| video | Raportează eroare |
| AG-II-m-A-13579.01 (RAN: 13506.07.01)           | Biserica „Sf. Nicolae”-Domnească                                                                 | municipiul Câmpulung                                                     | Str. Republicii 12 | sec. XVI, ref. 1860 - 1861                                   |                       | Raportează eroare |
| AG-II-m-A-13579.02                              | Casă parohială                                                                                   | municipiul Câmpulung                                                     | Str. Republicii 12 | sf. sec. XIX                                                 |                       | Raportează eroare |
| AG-II-m-A-13579.03 (RAN: 13506.07.02)           | Incintă                                                                                          | municipiul Câmpulung                                                     | Str. Republicii 12 | sec. XVI, ref. 1860 - 1861                                   | Încarcă foto \| video | Raportează eroare |
| AG-II-m-B-13580                                 | Casa Rizeanu                                                                                     | municipiul Câmpulung                                                     | Str. Republicii 15 | 1877                                                         |                       | Raportează eroare |
| AG-II-m-B-13581                                 | Casa Chiriță                                                                                     | municipiul Câmpulung                                                     | Str. Republicii 59 | înc. sec. XX                                                 | Încarcă foto \| video | Raportează eroare |
| AG-II-m-B-13582                                 | Clădirea Primăriei, azi Palatul Culturii                                                         | municipiul Câmpulung                                                     | Str. Republicii 61 | 1907                                                         |                       | Raportează eroare |
| AG-II-a-B-13583                                 | Ansamblul vilei Drăghiceanu                                                                      | municipiul Câmpulung                                                     | Str. Revoluției 5 | 1906                                                         | Încarcă foto \| video | Raportează eroare |
| AG-II-m-B-13583.01                              | Vila Drăghiceanu                                                                                 | municipiul Câmpulung                                                     | Str. Revoluției 5 | 1906                                                         | Încarcă foto \| video | Raportează eroare |
| AG-II-m-B-13583.02                              | Parc                                                                                             | municipiul Câmpulung                                                     | Str. Revoluției 5 | 1906                                                         | Încarcă foto \| video | Raportează eroare |
| AG-II-m-B-13584                                 | Vila Rahivan                                                                                     | municipiul Câmpulung                                                     | Str. Revoluției 14 | înc. sec. XX                                                 | Încarcă foto \| video | Raportează eroare |
| AG-II-a-A-13585 (RAN: 13506.06)                 | Ansamblul bisericii „Sf. Ilie”                                                                   | municipiul Câmpulung                                                     | Str. Sf. Ilie 12 | 1626                                                         | Încarcă foto \| video | Raportează eroare |
| AG-II-m-A-13585.01 (RAN: 13506.06.01)           | Biserica „Sf. Ilie”                                                                              | municipiul Câmpulung                                                     | Str. Sf. Ilie 12 | 1626                                                         | Încarcă foto \| video | Raportează eroare |
| AG-II-m-A-13585.03 (RAN: 13506.06.02)           | Incinta fostului cimitir                                                                         | municipiul Câmpulung                                                     | Str. Sf. Ilie 12 | sec. XVII-XIX                                                | Încarcă foto \| video | Raportează eroare |
| AG-II-m-B-13586                                 | Casa Izbășescu                                                                                   | municipiul Câmpulung                                                     | Str. Sf. Ilie 14 | înc. sec. XX                                                 | Încarcă foto \| video | Raportează eroare |
| AG-II-a-B-13587 (RAN: 13506.05)                 | Ansamblul bisericii „Intrarea în Biserică” - Scheiu                                              | municipiul Câmpulung                                                     | Str. Stănescu Colonel 13 | ante 1779                                                    | Încarcă foto \| video | Raportează eroare |
| AG-II-m-B-13587.01 (RAN: 13506.05.01)           | Biserica „Intrarea în Biserică”-Scheiu                                                           | municipiul Câmpulung                                                     | Str. Stănescu Colonel 13 | ante 1779                                                    | Încarcă foto \| video | Raportează eroare |
| AG-II-m-B-13587.02 (RAN: 13506.05.02)           | Incinta cu vechiul cimitir                                                                       | municipiul Câmpulung                                                     | Str. Stănescu Colonel 13 | sec. XVIII                                                   | Încarcă foto \| video | Raportează eroare |
| AG-II-m-B-13588                                 | Casă                                                                                             | municipiul Câmpulung                                                     | Str. Zamfirescu Petre 11 | sf. sec. XIX                                                 | Încarcă foto \| video | Raportează eroare |
| AG-II-m-A-13627                                 | Gara                                                                                             | municipiul Curtea de Argeș                                               | Str. 1 Mai 4 45.14203°N 24.67553°E | 1898 Giulio Magni (arhitect), Elie Radu (inginer)            | Alte imagini          | Raportează eroare |
| AG-II-a-A-13628 (RAN: 13631.10)                 | Mănăstirea Argeșului                                                                             | municipiul Curtea de Argeș                                               | Bd. Basarabilor 1 45.1569°N 24.6753°E | sec. XVI - XIX                                               | Alte imagini          | Raportează eroare |
| AG-II-m-A-13628.01 (RAN: 13631.10.01)           | Biserica Episcopală „Adormirea Maicii Domnului”                                                  | municipiul Curtea de Argeș                                               | Bd. Basarabilor 1 45.15641°N 24.67529°E | 1512 - 1517                                                  | Alte imagini          | Raportează eroare |
| AG-II-m-A-13628.02                              | Paraclis                                                                                         | municipiul Curtea de Argeș                                               | Bd. Basarabilor 1 45.15699°N 24.67569°E | 1885                                                         |                       | Raportează eroare |
| AG-II-m-A-13628.03                              | Palat Episcopal                                                                                  | municipiul Curtea de Argeș                                               | Bd. Basarabilor 1 45.14041°N 24.67454°E | 1885                                                         | Alte imagini          | Raportează eroare |
| AG-II-m-A-13628.04                              | Clădiri anexă                                                                                    | municipiul Curtea de Argeș                                               | Bd. Basarabilor 1 | 1885                                                         |                       | Raportează eroare |
| AG-II-m-A-13628.05                              | Parc                                                                                             | municipiul Curtea de Argeș                                               | Bd. Basarabilor 1 | 1885                                                         |                       | Raportează eroare |
| AG-II-m-A-13628.06 (fost VL-II-m-B-09860)       | Biserica de lemn „Intrarea în biserică” strămutată din satul Palanga, com. Amărăști, jud. Vâlcea | municipiul Curtea de Argeș                                               | Bd. Basarabilor 1 | 1847                                                         | Alte imagini          | Raportează eroare |
| AG-II-a-B-13629                                 | Ansamblul Seminarului Teologic Ortodox „Neagoe Vodă”                                             | municipiul Curtea de Argeș                                               | Bd. Basarabilor 15 | 1867                                                         |                       | Raportează eroare |
| AG-II-m-B-13629.01                              | Seminarul Teologic Ortodox „Neagoe Vodă”, azi Liceul Agricol „C. Dobrescu Argeș”                 | municipiul Curtea de Argeș                                               | Bd. Basarabilor 15 | 1867                                                         | Alte imagini          | Raportează eroare |
| AG-II-m-B-13629.02                              | Incintă cu anexe                                                                                 | municipiul Curtea de Argeș                                               | Bd. Basarabilor 15 | 1867                                                         |                       | Raportează eroare |
| AG-II-m-B-13630                                 | Fostul Seminar Teologic, azi Grup școlar forestier                                               | municipiul Curtea de Argeș                                               | Bd. Basarabilor 21 | 1928                                                         |                       | Raportează eroare |
| AG-II-m-B-13631                                 | Protoieria orașului Curtea de Argeș                                                              | municipiul Curtea de Argeș                                               | Bd. Basarabilor 23 | 1880                                                         | Alte imagini          | Raportează eroare |
| AG-II-m-B-13632                                 | Vila Rozelor                                                                                     | municipiul Curtea de Argeș                                               | Bd. Basarabilor 47 45.15093°N 24.67603°E | 1930                                                         |                       | Raportează eroare |
| AG-II-m-B-13633                                 | Casa Chiriță                                                                                     | municipiul Curtea de Argeș                                               | Bd. Basarabilor 55 | mijl. sec. XX                                                |                       | Raportează eroare |
| AG-II-m-B-13634                                 | Biserica „Sf. Gheorghe”                                                                          | municipiul Curtea de Argeș                                               | Bd. Basarabilor 91 | 1936                                                         |                       | Raportează eroare |
| AG-II-m-B-13635                                 | Casa Vâlsănescu                                                                                  | municipiul Curtea de Argeș                                               | Bd. Basarabilor 106 | sf. sec. XIX                                                 | Încarcă foto \| video | Raportează eroare |
| AG-II-m-B-13636                                 | Casa Tică                                                                                        | municipiul Curtea de Argeș                                               | Str. Castanilor 3 | sf. sec. XIX                                                 | Încarcă foto \| video | Raportează eroare |
| AG-II-m-B-13637                                 | Casa Achim                                                                                       | municipiul Curtea de Argeș                                               | Str. Castanilor 5 | sf. sec. XIX                                                 | Încarcă foto \| video | Raportează eroare |
| AG-II-m-B-13638                                 | Casă, fost sediu CLF                                                                             | municipiul Curtea de Argeș                                               | Str. Castanilor 14 |                                                              | Încarcă foto \| video | Raportează eroare |
| AG-II-m-A-20194                                 | Casa Cioculeștilor                                                                               | municipiul Curtea de Argeș                                               | Str. Călinescu Armand 3 | 1851                                                         | Alte imagini          | Raportează eroare |
| AG-II-m-B-20195                                 | Casa Călinescu                                                                                   | municipiul Curtea de Argeș                                               | Str. Călinescu Armand 5 | cca. 1850                                                    | Alte imagini          | Raportează eroare |
| AG-II-m-B-20196                                 | Școala generală „Carol I”                                                                        | municipiul Curtea de Argeș                                               | Str. Călinescu Armand 6 | sf. sec. XIX                                                 | Alte imagini          | Raportează eroare |
| AG-II-a-A-13639 (RAN: 13631.09)                 | Ansamblul bisericii „Adormirea Maicii Domnului” - Olari                                          | municipiul Curtea de Argeș                                               | Str. Cuza Vodă 134 | sec. XVII - XVIII                                            | Alte imagini          | Raportează eroare |
| AG-II-m-A-13639.01 (RAN: 13631.09.01)           | Biserica „Adormirea Maicii Domnului” - Olari                                                     | municipiul Curtea de Argeș                                               | Str. Cuza Vodă 134 45.13678°N 24.67647°E | ante 1687                                                    |                       | Raportează eroare |
| AG-II-m-A-13639.02 (RAN: 13631.09.02)           | Zid de incintă                                                                                   | municipiul Curtea de Argeș                                               | Str. Cuza Vodă 134 | sec. XVII - XVIII                                            |                       | Raportează eroare |
| AG-II-m-B-13640                                 | Casă cu prăvălie                                                                                 | municipiul Curtea de Argeș                                               | Str. Decebal 3 | sf. sec. XIX                                                 | Încarcă foto \| video | Raportează eroare |
| AG-II-m-B-13642                                 | Hala de alimente                                                                                 | municipiul Curtea de Argeș                                               | Str. Decebal 8-10 | 1930                                                         | Încarcă foto \| video | Raportează eroare |
| AG-II-m-B-13643                                 | Casă cu parter comercial                                                                         | municipiul Curtea de Argeș                                               | Str. Decebal 9, 16 | 1880, ref. 1909                                              | Încarcă foto \| video | Raportează eroare |
| AG-II-m-A-13644 (RAN: 13631.08)                 | Biserica „Sf. Voievozi” - Flămânzești                                                            | municipiul Curtea de Argeș                                               | Str. Eroilor 36 45.15824°N 24.67178°E | sec. XVII                                                    | Alte imagini          | Raportează eroare |
| AG-II-s-A-13645 (RAN: 13631.11)                 | Situl urban „Orașul istoric Curtea de Argeș”                                                     | municipiul Curtea de Argeș                                               | Str. Negru Vodă, nr. 1-149, resp. nr. 2-92. Fundătura Negru Vodă. Str. Alexandru cel Bun. Str. Vlaicu Vodă. Str. Tudor Vladimirescu. Str. Dumitru Norocea, numerele fără soț. Str. Oituz, de la intersecția cu str. Mărășești, excluzând nr. 1-5. Str. Mărășești. Str. Dumbravei. Str. Castanilor. Str. Viorelelor. Str. Decebal. Str. Cimitirului și Cimitirul orașului. Str. Eliade Rădulescu. Str. Zorilor. Str. Alexandru Lahovary, până dincolo de Bis. „Sf. Îngeri”. Str. Sân Nicoară. Str. Plopiș, până la nr. 3 inclusiv. Str. Cuza Vodă, nr. 143 H - 203, resp. nr. 120-126. Str. Despina Doamna, de la blocurile E 18 și E 16, la piața din fața Curții Domnești. Str. Matei Basarab, fără blocuri. Str. Victor Ștefănescu nr. 3 și nr. 2 - 18. Str. Mitropolit Ghenadie. Str. Lascăr Catargiu nr. 1-41, resp. nr. 6-26. Str. Mircea cel Mare. Str. Traian, de la bariera CF până la str. Negru Vodă. Zona căii ferate și a Gării Curtea de Argeș, de la bariera de pe Str. Traian și Str. 1 Mai, pe o fâșie de 110 m, până la 170 m sud de autogară. Zona bisericii „Sf. Gheorghe”, între blocul E15, Complexul Comercial, B-dul Basarabilor și str. Mihai Bravu. B-dul Basarabilor nr. 1-17, resp. nr. 21-25, Casa Armatei, nr. 55, 61, resp. nr. 28, 38-42 și nr. 56-60. Str. Eroilor, cu biserica și cimitirul Flămânzești. Cimitirul Eroilor, fântânile Episcopului Ghenadie și a Meșterului Manole, cu zona podului și parcurile, până la nr. 36 inclusiv. Perimetrul protejat urmează limita posterioară a loturilor de pe străzile enumerate. Delimitare cf. PUG avizat. | sec. XIII-XX                                                 |                       | Raportează eroare |
| AG-II-a-B-13646                                 | Ansamblul spitalului                                                                             | municipiul Curtea de Argeș                                               | Str. Negru Vodă 2 45.14124°N 24.67559°E | 1897                                                         |                       | Raportează eroare |
| AG-II-m-B-13646.01                              | Spitalul, azi Muzeul municipal                                                                   | municipiul Curtea de Argeș                                               | Str. Negru Vodă 2 | 1897                                                         | Alte imagini          | Raportează eroare |
| AG-II-m-B-13646.02                              | Corpuri - anexă, azi cabinele medicale                                                           | municipiul Curtea de Argeș                                               | Str. Negru Vodă 2 | 1897                                                         | Încarcă foto \| video | Raportează eroare |
| AG-II-m-B-13646.03                              | Parc                                                                                             | municipiul Curtea de Argeș                                               | Str. Negru Vodă 2 | sec. XIX - XX                                                | Încarcă foto \| video | Raportează eroare |
| AG-II-a-A-13647 (RAN: 13631.07)                 | Curtea Domnească                                                                                 | municipiul Curtea de Argeș                                               | Str. Negru Vodă 2 45.14203°N 24.67553°E | sec. XIV - XVI                                               | Alte imagini          | Raportează eroare |
| AG-II-m-A-13647.01 (RAN: 13631.07.02)           | Biserica „Sf. Nicolae” - Domnesc                                                                 | municipiul Curtea de Argeș                                               | Str. Negru Vodă 2 45.13455°N 24.67486°E | 1351 - 1370, înglobează fundațiile bisericii din sec. XIII   | Alte imagini          | Raportează eroare |
| AG-II-m-A-13647.02 (RAN: 13631.07.01)           | Ruinele caselor domnești Basarab I                                                               | municipiul Curtea de Argeș                                               | Str. Negru Vodă 2, pe latura de S a incintei | cca. 1345                                                    | Alte imagini          | Raportează eroare |
| AG-II-m-A-13647.03 (RAN: 13631.07.03)           | Ruinele caselor domnești Neagoe Basarab                                                          | municipiul Curtea de Argeș                                               | Str. Negru Vodă 2, pe latura N a incintei | sec. XVI                                                     | Alte imagini          | Raportează eroare |
| AG-II-m-A-13647.04 (RAN: 13631.07.04)           | Turnul de poartă al incintei bisericii (fostă clopotniță)                                        | municipiul Curtea de Argeș                                               | Str. Negru Vodă 2 | 1837                                                         |                       | Raportează eroare |
| AG-II-m-A-13647.05 (RAN: 13631.07.05)           | Turnul de poartă al Curții Domnești                                                              | municipiul Curtea de Argeș                                               | Str. Negru Vodă 2 | sec. XIV - XVII                                              | Alte imagini          | Raportează eroare |
| AG-II-m-A-13647.06 (RAN: 13631.07.06)           | Ruine zid de incintă al primei biserici                                                          | municipiul Curtea de Argeș                                               | Str. Negru Vodă 2 | sec. XIII                                                    | Încarcă foto \| video | Raportează eroare |
| AG-II-m-A-13647.07 (RAN: 13631.07.07)           | Zid de incintă al bisericii                                                                      | municipiul Curtea de Argeș                                               | Str. Negru Vodă 2 | sec. XVIII - XIX                                             |                       | Raportează eroare |
| AG-II-m-A-13647.08 (RAN: 13631.07.08)           | Zid de incintă al Curții Domnești                                                                | municipiul Curtea de Argeș                                               | Str. Negru Vodă 2 | sec. XIV - XVII                                              | Încarcă foto \| video | Raportează eroare |
| AG-II-m-A-13647.09 (RAN: 13631.07.09)           | Casă tradițională                                                                                | municipiul Curtea de Argeș                                               | Str. Negru Vodă 2, inițial pe ruinele turnului de poartă al Curții Domnești, strămutată pe latura de S | 1867                                                         |                       | Raportează eroare |
| AG-II-m-B-13648                                 | Fosta primărie                                                                                   | municipiul Curtea de Argeș                                               | Str. Negru Vodă 3 | 1902                                                         | Încarcă foto \| video | Raportează eroare |
| AG-II-m-B-13649                                 | Fostul Hotel Royal                                                                               | municipiul Curtea de Argeș                                               | Str. Negru Vodă 6-8 | sf. sec. XIX                                                 | Alte imagini          | Raportează eroare |
| AG-II-m-A-13650 (RAN: 13631.06)                 | Biserica „Adormirea Maicii Domnului” - Drujești                                                  | municipiul Curtea de Argeș                                               | Str. Negru Vodă 48 | 1793-1795                                                    | Alte imagini          | Raportează eroare |
| AG-II-m-B-13651                                 | Casa Gheorghe Nițulescu                                                                          | municipiul Curtea de Argeș                                               | Str. Negru Vodă 135 | 1911-1914                                                    |                       | Raportează eroare |
| AG-II-m-B-13652                                 | Casa Florian Constantinescu                                                                      | municipiul Curtea de Argeș                                               | Str. Plopiș 1 | sf. sec. XIX                                                 | Încarcă foto \| video | Raportează eroare |
| AG-II-m-B-13653                                 | Casă, azi anexă a pensiunii „Casa Domnească”                                                     | municipiul Curtea de Argeș                                               | Str. Plopiș 3 | mijl. sec. XIX                                               | Încarcă foto \| video | Raportează eroare |
| AG-II-m-B-13654                                 | Casa Deleanu                                                                                     | municipiul Curtea de Argeș                                               | Str. Rădulescu Ion Heliade 1 | 1830                                                         | Alte imagini          | Raportează eroare |
| AG-II-a-A-13655                                 | Ansamblul bisericii „Sân Nicoară”                                                                | municipiul Curtea de Argeș                                               | Str. Sân Nicoară 1 | sec. XIV                                                     | Alte imagini          | Raportează eroare |
| AG-II-m-A-13655.01 (RAN: 13631.05.01)           | Ruinele bisericii „Sân Nicoară”                                                                  | municipiul Curtea de Argeș                                               | Str. Sân Nicoară 1 | sec. XIV                                                     | Alte imagini          | Raportează eroare |
| AG-II-m-A-13655.02                              | Parc                                                                                             | municipiul Curtea de Argeș                                               | Str. Sân Nicoară 1 | sec. XIX                                                     |                       | Raportează eroare |
| AG-II-m-B-13656                                 | Casa Dumitru Norocea                                                                             | municipiul Curtea de Argeș                                               | Str. Ștefănescu Victor 8 45.14376°N 24.67496°E | 1913                                                         |                       | Raportează eroare |
| AG-II-m-B-13657                                 | Casa Teodorescu                                                                                  | municipiul Curtea de Argeș                                               | Str. Ștefănescu Victor 10 | înc. sec. XX                                                 |                       | Raportează eroare |
| AG-II-m-A-13658 (RAN: 13631.04)                 | Biserica „Sf. Îngeri”                                                                            | municipiul Curtea de Argeș                                               | Str. Valea Doamnei 1 | 1717                                                         | Alte imagini          | Raportează eroare |
| AG-II-m-A-13659                                 | Casa Goangă                                                                                      | municipiul Curtea de Argeș                                               | Str. Viorelelor 1 | înc. sec. XIX                                                | Alte imagini          | Raportează eroare |
| AG-II-m-B-13660                                 | Casa Feri                                                                                        | municipiul Curtea de Argeș                                               | Str. Vladimirescu Tudor 13 | înc. sec. XIX                                                | Încarcă foto \| video | Raportează eroare |
| AG-II-m-B-13661                                 | Casa Gogulescu                                                                                   | municipiul Curtea de Argeș                                               | Str. Vladimirescu Tudor 24 | înc. sec. XIX                                                | Încarcă foto \| video | Raportează eroare |
| AG-II-m-A-13663 (RAN: 13631.03)                 | Biserica „Intrarea în Biserică”-Brad-Bătușari                                                    | municipiul Curtea de Argeș                                               | Str. Vlaicu Vodă 8 | 1583                                                         | Alte imagini          | Raportează eroare |
| AG-II-m-A-13609 (RAN: 13677.02)                 | Biserica de lemn „Înălțarea Domnului”-Telești                                                    | oraș Costești                                                            | Cartier Telești | 1773                                                         | Alte imagini          | Raportează eroare |
| AG-II-m-B-13610                                 | Biserica memorial „Sf. Nicolae”                                                                  | oraș Costești                                                            | Cartier Zorile, în cimitir | 1933                                                         | Încarcă foto \| video | Raportează eroare |
| AG-II-m-A-13611 (RAN: 13677.04)                 | Biserica de lemn „Cuvioasa Paraschiva” – Zorile                                                  | oraș Costești                                                            | Cartier Zorile | 1807                                                         | Alte imagini          | Raportează eroare |
| AG-II-m-B-13616                                 | Fosta Judecătorie                                                                                | oraș Costești                                                            | Str. Pitești 1A | 1890                                                         | Încarcă foto \| video | Raportează eroare |
| AG-II-m-B-13612                                 | Fosta Primărie Costești                                                                          | oraș Costești                                                            | Str. Victoriei 1 | înc. sec. XX                                                 | Încarcă foto \| video | Raportează eroare |
| AG-II-m-B-13613                                 | Biserica „Adormirea Maicii Domnului”, „Sf. Prooroc Ilie”                                         | oraș Costești                                                            | Str. Victoriei 29 | 1933                                                         | Încarcă foto \| video | Raportează eroare |
| AG-II-m-B-13615                                 | Protoieria, azi casă parohială                                                                   | oraș Costești                                                            | Str. Victoriei 29A | 1933                                                         |                       | Raportează eroare |
| AG-II-m-B-13614                                 | Casa Bădescu                                                                                     | oraș Costești                                                            | Str. Victoriei 40 | sec. XIX                                                     |                       | Raportează eroare |
| AG-II-m-B-13618                                 | Casa Nicolau                                                                                     | oraș Costești                                                            | Str. Victoriei 105 44.66262°N 24.87723°E | înc. sec. XX                                                 |                       | Raportează eroare |
| AG-II-m-B-13617                                 | Casa Echinescu                                                                                   | oraș Costești                                                            | Str. Victoriei 110 | sf. sec. XIX                                                 | Încarcă foto \| video | Raportează eroare |
| AG-II-m-B-13502                                 | Biserica „Adormirea Maicii Domnului”                                                             | sat Calotești; comuna Budeasa                                            | | 1819                                                         | Încarcă foto \| video | Raportează eroare |
| AG-II-m-B-13503                                 | Biserica „Sf. Nicolae”                                                                           | sat Capu Piscului; comuna Godeni                                         | Str. Bisericii 230 | 1911                                                         | Încarcă foto \| video | Raportează eroare |
| AG-II-m-B-13504                                 | Biserica de lemn „Adormirea Maicii Domnului”                                                     | sat Catane; comuna Lunca Corbului                                        | 118 | înc. sec. XIX                                                | Încarcă foto \| video | Raportează eroare |
| AG-II-m-B-13506                                 | Biserica „Sf. Voievozi”                                                                          | sat Călinești; comuna Călinești                                          | 330 | 1848, pisanie 1734                                           | Încarcă foto \| video | Raportează eroare |
| AG-II-m-A-13505 (RAN: 15126.01)                 | Biserica de lemn „Sf. Apostoli Petru și Pavel” - Drăghicești, azi a mănăstirii „Sf. Calinic”     | sat Călinești; comuna Călinești                                          | 362 | 1744, strămutată 1988                                        | Încarcă foto \| video | Raportează eroare |
| AG-II-a-A-13507 (RAN: 14076.01)                 | Ansamblul Cetății Poenari                                                                        | sat Căpățânenii Ungureni; comuna Arefu                                   | 45.35384°N 24.63519°E | sec. XIV - XV                                                | Alte imagini          | Raportează eroare |
| AG-II-m-A-13507.01 (RAN: 14076.01.01)           | Cetatea Poenari                                                                                  | sat Căpățânenii Ungureni; comuna Arefu                                   | 45.36336°N 24.60113°E | sec. XIV - XV                                                | Alte imagini          | Raportează eroare |
| AG-II-m-A-13507.02 (RAN: 14076.01.02)           | Donjon                                                                                           | sat Căpățânenii Ungureni; comuna Arefu                                   | | sec. XIV - XV                                                |                       | Raportează eroare |
| AG-II-m-A-13507.03 (RAN: 14076.01.03)           | Amenajări defensive pe monticol                                                                  | sat Căpățânenii Ungureni; comuna Arefu                                   | | sec. XIV - XV                                                |                       | Raportează eroare |
| AG-II-m-A-13507.04 (RAN: 14076.01.04)           | Anexă                                                                                            | sat Căpățânenii Ungureni; comuna Arefu                                   | | sec. XIV - XV                                                | Încarcă foto \| video | Raportează eroare |
| AG-II-a-B-13508                                 | Ansamblul vilei Minovici                                                                         | sat Cărpeniș; comuna Cepari                                              | 90 | înc. sec. XX                                                 | Încarcă foto \| video | Raportează eroare |
| AG-II-m-B-13508.01                              | Vilă                                                                                             | sat Cărpeniș; comuna Cepari                                              | 90 | înc. sec. XX                                                 | Încarcă foto \| video | Raportează eroare |
| AG-II-m-B-13508.02                              | Anexe                                                                                            | sat Cărpeniș; comuna Cepari                                              | 90 | înc. sec. XX                                                 | Încarcă foto \| video | Raportează eroare |
| AG-II-m-B-13508.03                              | Parc                                                                                             | sat Cărpeniș; comuna Cepari                                              | 90 | înc. sec. XX                                                 | Încarcă foto \| video | Raportează eroare |
| AG-II-m-A-13589                                 | Biserica de lemn „Sf. Voievozi”                                                                  | sat Cârcești; comuna Cuca                                                | 48 | 1828 - 1832                                                  | Alte imagini          | Raportează eroare |
| AG-II-m-A-13590 (RAN: 15144.01)                 | Biserica de lemn „Sf. Apostol Toma” și „Sf. Voievozi”, zisă „a Turcului”                         | sat Cârstieni; comuna Călinești                                          | 191 | 1758-1759                                                    | Alte imagini          | Raportează eroare |
| AG-II-m-B-13591 (RAN: 17931.01)                 | Biserica „Sf. Dumitru”                                                                           | sat Ceaurești; comuna Poienarii de Argeș                                 | 88 45.04644°N 24.53952°E | 1801                                                         |                       | Raportează eroare |
| AG-II-m-B-13592 (RAN: 18055.02)                 | Biserica „Sf. Nicolae”, „Cuvioasa Paraschiva”, „Sf. Teodor Tiron”                                | sat Cepari; comuna Poiana Lacului                                        | | 1789                                                         | Încarcă foto \| video | Raportează eroare |
| AG-II-a-A-13593 (RAN: 15322.01)                 | Curtea boierilor din Cepari                                                                      | sat Ceparii Pământeni; comuna Cepari                                     | 48 | 1752                                                         | Încarcă foto \| video | Raportează eroare |
| AG-II-m-A-13593.01 (RAN: 15322.01.01)           | Ruine case                                                                                       | sat Ceparii Pământeni; comuna Cepari                                     | 48 | 1752                                                         | Încarcă foto \| video | Raportează eroare |
| AG-II-m-A-13593.02 (RAN: 15322.01.02)           | Biserica „Înălțarea Domnului”                                                                    | sat Ceparii Pământeni; comuna Cepari                                     | 48 | 1752                                                         | Alte imagini          | Raportează eroare |
| AG-II-m-A-13593.03 (RAN: 15322.01.03)           | Zid de incintă                                                                                   | sat Ceparii Pământeni; comuna Cepari                                     | 48 | 1752                                                         | Încarcă foto \| video | Raportează eroare |
| AG-II-m-B-13750                                 | Biserica „Intrarea în Biserică a Maicii Domnului”                                                | sat Ceparii Ungureni; comuna Cepari                                      | 32 A, în fostul sat Neagoș | 1820                                                         | Alte imagini          | Raportează eroare |
| AG-II-a-A-13594 (RAN: 15411.01)                 | Schitul Negru Vodă                                                                               | sat Cetățeni; comuna Cetățeni                                            | | sec. XIV - XIX                                               | Alte imagini          | Raportează eroare |
| AG-II-m-A-13594.01 (RAN: 15411.01.02)           | Biserică rupestră                                                                                | sat Cetățeni; comuna Cetățeni                                            | | sec. XIV - XIX                                               |                       | Raportează eroare |
| AG-II-m-A-13594.02 (RAN: 15411.01.01)           | Ruine chilii rupestre                                                                            | sat Cetățeni; comuna Cetățeni                                            | | sec. XIV - XIX                                               |                       | Raportează eroare |
| AG-II-m-A-13594.03 (RAN: 15411.01.03)           | Incintă                                                                                          | sat Cetățeni; comuna Cetățeni                                            | | sec. XIV - XIX                                               | Încarcă foto \| video | Raportează eroare |
| AG-II-m-A-13595                                 | Biserica „Sf. Nicolae”                                                                           | sat Ciocănăi; comuna Moșoaia                                             | | 1840                                                         | Încarcă foto \| video | Raportează eroare |
| AG-II-m-A-13596                                 | Biserica „Sf. Nicolae”                                                                           | comuna Ciofrângeni la intrarea în satul Schitu-Matei dinspre Ciofrângeni | 73 | 1816                                                         | Alte imagini          | Raportează eroare |
| AG-II-m-A-13597 (RAN: 16828.01)                 | Biserica „Cuvioasa Paraschiva”                                                                   | sat Ciulnița; comuna Leordeni                                            | 43 | 1750                                                         | Încarcă foto \| video | Raportează eroare |
| AG-II-a-B-13598                                 | Ansamblul casei Armand Călinescu                                                                 | sat Ciupa-Mănciulescu; comuna Rătești                                    | Str. Călinescu Armand 1 | 1925                                                         | Încarcă foto \| video | Raportează eroare |
| AG-II-m-B-13598.01                              | Casa                                                                                             | sat Ciupa-Mănciulescu; comuna Rătești                                    | Str. Călinescu Armand 1 | 1925                                                         | Încarcă foto \| video | Raportează eroare |
| AG-II-m-B-13598.02                              | Anexe                                                                                            | sat Ciupa-Mănciulescu; comuna Rătești                                    | Str. Călinescu Armand 1 | 1925                                                         | Încarcă foto \| video | Raportează eroare |
| AG-II-m-B-13598.03                              | Parc                                                                                             | sat Ciupa-Mănciulescu; comuna Rătești                                    | Str. Călinescu Armand 1 | 1925                                                         | Încarcă foto \| video | Raportează eroare |
| AG-II-m-A-13599 (RAN: 18956.02)                 | Biserica „Cuvioasa Paraschiva” și „Sf. Nicolae”                                                  | sat Cochinești; comuna Stolnici                                          | Str. Barajului 160, în fostul sat Cochineștii de Jos | 1797                                                         | Încarcă foto \| video | Raportează eroare |
| AG-II-m-A-13600 (RAN: 18956.01)                 | Biserica „Adormirea Maicii Domnului”                                                             | sat Cochinești; comuna Stolnici                                          | Str. Uruci 109, în fostul sat Cochineștii de Sus | 1787                                                         | Încarcă foto \| video | Raportează eroare |
| AG-II-a-B-13601                                 | Ansamblul conacului Periețeanu                                                                   | sat Conțești; comuna Davidești                                           | 376 44.98564°N 25.01018°E | 1869, ref. 1939                                              | Încarcă foto \| video | Raportează eroare |
| AG-II-m-B-13601.01                              | Conac                                                                                            | sat Conțești; comuna Davidești                                           | 376 | 1869, ref. 1939                                              | Încarcă foto \| video | Raportează eroare |
| AG-II-m-B-13601.02                              | Anexe                                                                                            | sat Conțești; comuna Davidești                                           | 376 | 1869, ref. 1939                                              | Încarcă foto \| video | Raportează eroare |
| AG-II-m-B-13601.03                              | Zid de incintă                                                                                   | sat Conțești; comuna Davidești                                           | 376 | 1869, ref. 1939                                              | Încarcă foto \| video | Raportează eroare |
| AG-II-m-B-13603                                 | Vila Bordenache                                                                                  | sat Corbeni; comuna Corbeni                                              | | 1930                                                         | Încarcă foto \| video | Raportează eroare |
| AG-II-a-A-13602 (RAN: 15750.02)                 | Curtea boierilor Corbeanu                                                                        | sat Corbeni; comuna Corbeni                                              | 37 45.30542°N 24.65331°E | 1743                                                         | Încarcă foto \| video | Raportează eroare |
| AG-II-m-A-13602.01 (RAN: 15750.01, 15750.02.01) | Ruine case                                                                                       | sat Corbeni; comuna Corbeni                                              | 37 | sec. XVIII                                                   | Încarcă foto \| video | Raportează eroare |
| AG-II-m-A-13602.02                              | Biserica „Sf. Dumitru”, „Sf. Gheorghe” și „Sf. Teodor Tiron”                                     | sat Corbeni; comuna Corbeni                                              | 37 | 1743                                                         | Încarcă foto \| video | Raportează eroare |
| AG-II-m-B-13605                                 | Biserica „Sf. Treime”                                                                            | sat Corbi; comuna Corbi                                                  | Str. Voicu Corvin 282 | 1830                                                         | Încarcă foto \| video | Raportează eroare |
| AG-II-m-B-13607                                 | Casa Gheorghița Sandu                                                                            | sat Cornățel; comuna Buzoești                                            | D.J. 504 Pitești-Alexandria 190 | 1937                                                         | Încarcă foto \| video | Raportează eroare |
| AG-II-m-B-13606                                 | Casa Petria Georgescu                                                                            | sat Cornățel; comuna Buzoești                                            | D.J. 504 Pitești-Alexandria, lângă casa nr. 106 | 1910                                                         | Încarcă foto \| video | Raportează eroare |
| AG-II-m-B-13619                                 | Biserica „Sf. Nicolae”                                                                           | sat Costești-Vâlsan; comuna Mușătești                                    | | 1804                                                         |                       | Raportează eroare |
| AG-II-m-A-13620 (RAN: 18885.01)                 | Biserica „Sf. Voievozi”                                                                          | sat Cotenești; comuna Stoenești                                          | 271, în fostul cătun Valea Coteneștilor | 1781                                                         | Încarcă foto \| video | Raportează eroare |
| AG-II-m-B-13621                                 | Biserica „Nașterea Maicii Domnului”                                                              | sat Cotești; comuna Godeni                                               | Str. Bisericii 123 | 1880                                                         | Încarcă foto \| video | Raportează eroare |
| AG-II-a-A-13622 (RAN: 15992.01)                 | Mănăstirea Cotmeana                                                                              | sat Cotmeana; comuna Cotmeana                                            | Str. Principală 214B 44.9617°N 24.6228°E | sec. XIV - XVII                                              | Alte imagini          | Raportează eroare |
| AG-II-m-A-13622.01 (RAN: 15992.01.02)           | Biserica „Buna Vestire”                                                                          | sat Cotmeana; comuna Cotmeana                                            | Str. Principală 214B | 1389, ref. și adăugiri sec. XVII                             |                       | Raportează eroare |
| AG-II-m-A-13622.02 (RAN: 15992.01.01)           | Fundații stăreție                                                                                | sat Cotmeana; comuna Cotmeana                                            | Str. Principală 214B, pe latura N aincintei | sec. XIV - XVII, reconstruită 2004                           | Încarcă foto \| video | Raportează eroare |
| AG-II-m-A-13622.03 (RAN: 15992.01.03)           | Ruine chilii                                                                                     | sat Cotmeana; comuna Cotmeana                                            | Str. Principală 214B, pe laturile E, N și S ale incintei | sec. XIV - XVII, reconstruite pe laturile E și N 2004        | Încarcă foto \| video | Raportează eroare |
| AG-II-m-A-13622.04 (RAN: 15992.01.04)           | Ruine grajduri                                                                                   | sat Cotmeana; comuna Cotmeana                                            | Str. Principală 214B, în colțul sud-vest al incintei | sec. XVII                                                    | Încarcă foto \| video | Raportează eroare |
| AG-II-m-A-13622.05 (RAN: 15992.01.05)           | Turn clopotniță                                                                                  | sat Cotmeana; comuna Cotmeana                                            | Str. Principală 214B, în colțul SV al incintei | sec. XIV-XVII                                                |                       | Raportează eroare |
| AG-II-m-A-13622.06 (RAN: 15992.01.06)           | Zid de incintă, cu urmele drumului de strajă pe latura de vest                                   | sat Cotmeana; comuna Cotmeana                                            | Str. Principală 214B | sec. XIV - XVII                                              | Încarcă foto \| video | Raportează eroare |
| AG-II-m-B-13623                                 | Biserica de lemn „Cuvioasa Paraschiva”                                                           | sat Cotmeana; comuna Stolnici                                            | Str. Popîrțești 50 | sec. XIX                                                     | Încarcă foto \| video | Raportează eroare |
| AG-II-m-A-13624                                 | Biserica de lemn „Adormirea Maicii Domnului”                                                     | sat Cotmenița; comuna Băbana                                             | Str. Monumentului 1 | înc. sec. XIX                                                | Încarcă foto \| video | Raportează eroare |
| AG-II-m-A-13625                                 | Biserica „Adormirea Maicii Domnului”                                                             | sat Cotu; comuna Uda                                                     | 42 | 1820                                                         | Încarcă foto \| video | Raportează eroare |
| AG-III-m-B-13867                                | Monumentul funerar al lui C. D. Aricescu                                                         | municipiul Câmpulung                                                     | În cimitirul Flămânda | înc. sec. XX                                                 |                       | Raportează eroare |
| AG-III-m-B-13868                                | Bustul lui Negru Vodă                                                                            | municipiul Câmpulung                                                     | Str. Republicii, în fața Casei de Cultură (nr. 61, fosta Primărie) | înc. sec. XX George Demetrescu Mirea (sculptor)              |                       | Raportează eroare |
| AG-III-m-B-13869                                | Bustul lui C. Dobrescu - Argeș                                                                   | municipiul Curtea de Argeș                                               | Str. Basarabilor 15, în curtea Grupului școlar agricol „C. Dobrescu-Argeș” | a doua jum. a sec. XX                                        |                       | Raportează eroare |
| AG-III-m-B-13866                                | Monumentul Energia                                                                               | sat Căpățânenii Ungureni; comuna Arefu                                   | Lângă barajul Vidraru | 1970                                                         |                       | Raportează eroare |
| AG-IV-m-A-13897 (RAN: 13506.15)                 | Cruce de piatră                                                                                  | municipiul Câmpulung                                                     | Cartier Apa Sărată, pe Valea Unchiașului | 1684                                                         | Încarcă foto \| video | Raportează eroare |
| AG-IV-m-A-13898 (RAN: 13506.16)                 | Cruce de piatră                                                                                  | municipiul Câmpulung                                                     | La „Grădiștea”, cartier Apa Sărată | 1660                                                         | Încarcă foto \| video | Raportează eroare |
| AG-IV-m-A-13899 (RAN: 13506.17)                 | Cruce de piatră                                                                                  | municipiul Câmpulung                                                     | Cartier Apa Sărată, larăscrucea cu str. Frații Săndulescu (fost Cotu) | 1661                                                         | Încarcă foto \| video | Raportează eroare |
| AG-IV-m-A-13900 (RAN: 13506.18)                 | Cruce de piatră                                                                                  | municipiul Câmpulung                                                     | Cartier Apa Sărată, lângă stația PECO | 1660-1673                                                    | Încarcă foto \| video | Raportează eroare |
| AG-IV-m-A-13901 (RAN: 13506.19)                 | Cruce de piatră                                                                                  | municipiul Câmpulung                                                     | Cartier Apa Sărată, la 250 m N de biserică | 1660-1673                                                    | Încarcă foto \| video | Raportează eroare |
| AG-IV-m-B-13902                                 | Monumentul funerar al Zoei Baraschi                                                              | municipiul Câmpulung                                                     | În cimitirul Flămânda | înc. sec. XX                                                 |                       | Raportează eroare |
| AG-IV-m-B-13903                                 | Monumentul funerar al lui Dimitrie Micescu                                                       | municipiul Câmpulung                                                     | În cimitirul Flămânda | mijl. sec. XX                                                | Încarcă foto \| video | Raportează eroare |
| AG-IV-m-B-13904                                 | Monumentul funerar al prefectului Gr. Negulici                                                   | municipiul Câmpulung                                                     | În cimitirul Flămânda | sf. sec. XIX                                                 |                       | Raportează eroare |
| AG-IV-m-B-13905                                 | Monumentul funerar al lui Nae A. Paul                                                            | municipiul Câmpulung                                                     | În cimitirul Flămânda | înc. sec. XX                                                 |                       | Raportează eroare |
| AG-IV-m-A-13907 (RAN: 13506.21)                 | Cruce de piatră                                                                                  | municipiul Câmpulung                                                     | Str. Alecsandri Vasile, colț cu str. Sf. Gheorghe | 1597                                                         | Încarcă foto \| video | Raportează eroare |
| AG-IV-m-A-13906 (RAN: 13506.20)                 | Cruce de piatră                                                                                  | municipiul Câmpulung                                                     | Str. Alexandru Voevod 49, în curtea bisericii „Sf. Gheorghe”- Șubești | 1593 - 1601                                                  | Încarcă foto \| video | Raportează eroare |
| AG-IV-m-B-13908                                 | Casa tenorului Nicu Leonard                                                                      | municipiul Câmpulung                                                     | Str. Brâncoveanu Constantin 66 | sf. sec. XIX                                                 |                       | Raportează eroare |
| AG-IV-m-A-13909 (RAN: 13506.22)                 | Cruce de piatră                                                                                  | municipiul Câmpulung                                                     | Calea Bughii de Jos, în prelungirea str. Popp N. locotenent | 1667                                                         | Încarcă foto \| video | Raportează eroare |
| AG-IV-m-B-13910                                 | Casa George Ulieru                                                                               | municipiul Câmpulung                                                     | Str. Catargiu Lascăr 7 | sf. sec. XIX                                                 | Încarcă foto \| video | Raportează eroare |
| AG-IV-m-B-13911                                 | Crucea de piatră a haiducului Radu lu' Anghel                                                    | municipiul Câmpulung                                                     | Str. Costea, Dr., colț cu Str. Elena Doamna | 1865                                                         | Încarcă foto \| video | Raportează eroare |
| AG-IV-m-A-13912 (RAN: 13506.23)                 | Cruce de piatră                                                                                  | municipiul Câmpulung                                                     | Str. Fălcoianu Nicolae, Dr., la începutul drumului spre Crețișoara | 1688-1714                                                    | Încarcă foto \| video | Raportează eroare |
| AG-IV-m-A-13923                                 | Fântâna generalului rus Minciaky                                                                 | municipiul Câmpulung                                                     | Str. Frații Golești, colț cu str. 1 Mai, lângă nr. 49 Bis | 1835                                                         |                       | Raportează eroare |
| AG-IV-m-A-13913 (RAN: 13506.24)                 | Cruce de piatră                                                                                  | municipiul Câmpulung                                                     | Str. Matei Basarab, colț cu str. Rizeanu Istrate, în fața Școlii „Oprea Iorgulescu” | 1724                                                         | Încarcă foto \| video | Raportează eroare |
| AG-IV-m-A-13914                                 | Cruce de piatră                                                                                  | municipiul Câmpulung                                                     | Str. Matei Basarab 12, în curtea bisericii „Sf. Ilie” | 1678-1688                                                    | Încarcă foto \| video | Raportează eroare |
| AG-IV-m-B-13915                                 | Casa Ion Barbu                                                                                   | municipiul Câmpulung                                                     | Str. Matei Basarab 55 | sf. sec. XIX                                                 | Încarcă foto \| video | Raportează eroare |
| AG-IV-m-A-13916 (RAN: 13506.26)                 | Cruce de piatră                                                                                  | municipiul Câmpulung                                                     | Str. Mărășești 15 | 1662                                                         |                       | Raportează eroare |
| AG-IV-m-A-13917 (RAN: 13506.27)                 | Cruce de piatră                                                                                  | municipiul Câmpulung                                                     | Str. Mihalache Ion 76, peste Podul Băilor | 1757                                                         |                       | Raportează eroare |
| AG-IV-m-A-13918 (RAN: 13506.28)                 | Cruce de piatră                                                                                  | municipiul Câmpulung                                                     | Str. Negru Vodă, colț cu str. Revoluției (fostă 30 Decembrie) | 1697                                                         | Încarcă foto \| video | Raportează eroare |
| AG-IV-m-A-13919 (RAN: 13506.29)                 | Cruce de piatră                                                                                  | municipiul Câmpulung                                                     | Str. Negru Vodă 52-54, în dreptul str. Zlătian, Col. | 1632-1654                                                    | Încarcă foto \| video | Raportează eroare |
| AG-IV-m-A-13920 (RAN: 13506.30)                 | Cruce de piatră, „a Jurământului”                                                                | municipiul Câmpulung                                                     | Str. Negru Vodă 114, încastrată în fațada casei Berechet | 1673                                                         | Încarcă foto \| video | Raportează eroare |
| AG-IV-m-A-13921                                 | Cruce de piatră                                                                                  | municipiul Câmpulung                                                     | Str. Negru Vodă 167, în curteabisericii „Sf. Marina” | 1662                                                         | Încarcă foto \| video | Raportează eroare |
| AG-IV-m-A-13922 (RAN: 13506.32)                 | Cruce de piatră                                                                                  | municipiul Câmpulung                                                     | Str. Negru Vodă 292, colț cu str. Oncica, Lt. | 1593-1601                                                    | Încarcă foto \| video | Raportează eroare |
| AG-IV-m-A-13924 (RAN: 13506.33)                 | Cruce de piatră „a pârgarilor”                                                                   | municipiul Câmpulung                                                     | Piața Republicii 45.2682°N 25.04146°E | 1790                                                         |                       | Raportează eroare |
| AG-IV-m-B-13583.03                              | Cavoul familiei Drăghiceanu                                                                      | municipiul Câmpulung                                                     | Str. Revoluției 5, în incinta vilei Drăghiceanu | 1906                                                         | Încarcă foto \| video | Raportează eroare |
| AG-IV-a-A-13585.02                              | Cimitirul vechi, cu cruci de piatră                                                              | municipiul Câmpulung                                                     | Str. Sf. Ilie 12, în incinta bisericii „Sf. Ilie” | 1801                                                         | Încarcă foto \| video | Raportează eroare |
| AG-IV-m-A-13925 (RAN: 13506.35)                 | Cruce de piatră                                                                                  | municipiul Câmpulung                                                     | Str. Stănescu, Colonel 13, în curtea bisericii „Intrarea în Biserică a Maicii Domnului”- Sheiu | 1665                                                         | Încarcă foto \| video | Raportează eroare |
| AG-IV-m-A-13926 (RAN: 13506.31)                 | Cruce de piatră                                                                                  | municipiul Câmpulung                                                     | Str. Traian, în fața Școlii nr. 5 | 1615                                                         | Încarcă foto \| video | Raportează eroare |
| AG-IV-m-A-13927 (RAN: 13506.36)                 | Cruce de piatră                                                                                  | municipiul Câmpulung                                                     | Str. Traian 87, în grădina casei | 1576                                                         | Încarcă foto \| video | Raportează eroare |
| AG-IV-m-A-13941                                 | Cruce de piatră                                                                                  | municipiul Curtea de Argeș                                               | Str. Basarabilor 1, în incinta Mănăstirii Argeșului | 1662                                                         |                       | Raportează eroare |
| AG-IV-m-A-13639.03                              | Cruci                                                                                            | municipiul Curtea de Argeș                                               | Str. Cuza Vodă 134 | sec. XVII - XVIII                                            | Alte imagini          | Raportează eroare |
| AG-IV-m-A-13943                                 | Cruce de piatră                                                                                  | municipiul Curtea de Argeș                                               | Str. Cuza Vodă 134, la 5 m S de biserica „Adormirea Maicii Domnului”-Olari | sec. XVII - XVIII                                            |                       | Raportează eroare |
| AG-IV-m-B-13944                                 | Mormântul arhitectului Emile André Lecomte du Noüy                                               | municipiul Curtea de Argeș                                               | Str. Eroilor 36, în curtea bisericii Flămânzești | 1914                                                         |                       | Raportează eroare |
| AG-IV-m-A-13942                                 | Fântâna Meșterului Manole                                                                        | municipiul Curtea de Argeș                                               | Str. Eroilor 44A, în parc 45.15549°N 24.67457°E | înc. sec. XX                                                 |                       | Raportează eroare |
| AG-IV-m-A-13945                                 | Fântâna Episcopului Ghenadie                                                                     | municipiul Curtea de Argeș                                               | Str. Eroilor 45 | sec. XIX                                                     |                       | Raportează eroare |
| AG-IV-m-A-13655.03                              | Crucea Eroilor 1916 - 1918                                                                       | municipiul Curtea de Argeș                                               | Str. Sân Nicoară 1 | 1916-1920                                                    |                       | Raportează eroare |
| AG-IV-m-A-13937 (RAN: 13338.01)                 | Cruce de piatră                                                                                  | sat aparținător Colibași; oraș Mioveni                                   | Lângă biserică | 1676                                                         | Încarcă foto \| video | Raportează eroare |
| AG-IV-m-A-13938 (RAN: 13338.02)                 | Cruce de piatră                                                                                  | sat aparținător Colibași; oraș Mioveni                                   | În cimitir | 1647                                                         | Încarcă foto \| video | Raportează eroare |
| AG-IV-m-A-13896 (RAN: 14076.02)                 | Cruce de piatră                                                                                  | sat Căpățânenii Ungureni; comuna Arefu                                   | În curtea bisericii, spre vest (nr. 158) | sec. XVII                                                    | Încarcă foto \| video | Raportează eroare |
| AG-IV-m-B-13895                                 | Casa Gheorghe Stephănescu                                                                        | sat Căpățânenii Ungureni; comuna Arefu                                   | 164 | sf. sec. XIX                                                 | Încarcă foto \| video | Raportează eroare |
| AG-IV-m-A-13928 (RAN: 13926.01)                 | Cruce de piatră                                                                                  | sat Cândești; comuna Albeștii de Muscel                                  | La cca. 1 km NV de sat, pe izlaz | 1724                                                         | Încarcă foto \| video | Raportează eroare |
| AG-IV-m-A-13929 (RAN: 15144.02)                 | Cruce de piatră                                                                                  | sat Cârstieni; comuna Călinești                                          | 191, în cimitirul bisericii de lemn „Sf. Apostol Toma” și „Sf. Voievozi” | 1660                                                         | Încarcă foto \| video | Raportează eroare |
| AG-IV-m-A-13930 (RAN: 15411.03)                 | Cruce de piatră                                                                                  | sat Cetățeni; comuna Cetățeni                                            | Cartier Călinești | 1657                                                         | Încarcă foto \| video | Raportează eroare |
| AG-IV-m-A-13931 (RAN: 15411.04)                 | Cruce de piatră                                                                                  | sat Cetățeni; comuna Cetățeni                                            | „În plai” | sec. XVIII                                                   |                       | Raportează eroare |
| AG-IV-m-A-13934 (RAN: 16347.01)                 | Cruce de piatră                                                                                  | sat Ciocanu; comuna Dâmbovicioara                                        | Pe drumul spre Șirnea | sec. XVIII                                                   | Încarcă foto \| video | Raportează eroare |
| AG-IV-m-B-13935                                 | Cruce de piatră                                                                                  | sat Ciocanu; comuna Dâmbovicioara                                        | În partea de SV a satului | 1815                                                         |                       | Raportează eroare |
| AG-IV-m-A-13932 (RAN: 15135.02)                 | Cruce de piatră                                                                                  | sat Ciocănești; comuna Călinești                                         | La fântâna veche și casa Ghencea Silviu (nr. 75) | 1724                                                         | Încarcă foto \| video | Raportează eroare |
| AG-IV-m-A-13933 (RAN: 15135.01)                 | Cruce de piatră                                                                                  | sat Ciocănești; comuna Călinești                                         | Șos. București-Pitești, lângă casa Ionescu Nicolae (nr. 49) | 1713                                                         | Încarcă foto \| video | Raportează eroare |
| AG-IV-m-B-13936                                 | Casa Dinu Lipatti                                                                                | sat Ciolcești; comuna Leordeni                                           | 24 44.80244°N 25.19731°E | 1938-1942                                                    | Încarcă foto \| video | Raportează eroare |
| AG-IV-m-A-13939 (RAN: 15750.03)                 | Cruce de piatră                                                                                  | sat Corbeni; comuna Corbeni                                              | Pe șoseaua Curtea de Argeș- Căpățâneni, lângă casa Vasile Popescu | 1766                                                         | Încarcă foto \| video | Raportează eroare |
| AG-IV-m-A-13940 (RAN: 14986.01)                 | Cruce de piatră                                                                                  | sat Cornățel; comuna Buzoești                                            | „La cotul Troianului” | 1733                                                         | Încarcă foto \| video | Raportează eroare |